# Puščava (gmina Mokronog-Trebelno)
Puščava – wieś w Słowenii, w gminie Mokronog-Trebelno. W 2018 roku liczyła 136 mieszkańców.